# Ana Ibis Fernández
Ana Ibis Fernández Valle (Sancti Spíritus, 3 de agosto de 1973) es una exjugadora de voleibol cubana. Desde el año 1992 hasta 2004 participó en 4 Juegos Olímpicos,  consiguiendo un total de cuatro medallas olímpicas, tres de ellas de oro. Es la jugadora de voleibol con más medallas de la historia.